# Kompozicionalitás
A kompozicionalitás elve egy elméleti előfeltevés a formális szemantikában és a nyelvfilozófiában, amely arra vonatkozó   iránymutatást fogalmaz meg, hogy miképp kezeljük az összetett állítások jelentését. Egyik legismertebb formájában így hangzik:
Egy összetett kifejezés jelentését egyértelműen meghatározza az összetevőinek jelentése és az összetétel módja.

## Bevezetés
Az elv elfogadása mellett szól eleganciája, hagyományosan széles körű elismertsége (Frege, Montague), takarékossága, valamint egybecsengése az ingerszegénység elve érvvel. Azonban komoly kihívásokkal is szembe kell néznie, többek között el kell számolnia az idiomatikus kifejezések problémájával, valamint azzal a nehézséggel, hogy a szintaktikai és a szemantikai reprezentáció között egy az egybeni megfeleltetést feltételez. Az előbbire példa, hogy például a "Feldobja a talpát." mondat jelentése nem "számítható ki" kompozicionálisan. Az utóbbi ellenvetésre példa, hogy például az eszik ige használható mind tranzitívan (Mari spenótot eszik.) mind intranzitívan (Mari eszik.) ugyanabban a jelentésben. Ez pedig megkérdőjelezi az egy-az-egyhez megfelelést a szintaxis és a szemantika között.
Tovább árnyalja a kompozicionalitásról alkotott képet, ha megfigyeljük az alapvető különbséget a természetes nyelvek és a mesterséges nyelvek szintaxisa között. Mivel a kompozicionalitás roppant előnyös tulajdonság egy formális rendszer számára, ezért a legtöbb mesterséges nyelvet (logikai nyelvek, programnyelvek) eleve kompozicionálisan alkották meg. A logikai nyelvek széles körű, és rendkívül hatékony felhasználása a természetes nyelvek elemzésében azt sugallta, hogy talán ezek a nyelvek is kompozicionális szerkezetűek. Ezt a reményt fejezte ki Montague provokatív tételmondata is, miszerint "Nincs lényegi különbség a természetes nyelv és egy formális nyelv között". A természetes nyelvek mondattanának kutatása azonban rámutatott arra, hogy a legtöbb természetes nyelv nem kompozicionális, így a természetes nyelv tisztán formális megragadhatósága is kétségessé vált.

## Frege
Az elv első konzekvens alkalmazójának a hagyomány Frege-t tekinti. Az ő belátásainak alapja az a különbségtétel, amit a teljes és hiányos kifejezések között tett. Teljes kifejezés például a „Caesar” név, míg az éhes kifejezés önmagában nem jelent semmit, mert ez utóbbi hiányos; valamilyen alanyt vagy – Frege szóhasználatával – argumentumot vár. Ezek mögött a megfontolások mögött már egyértelműen a hagyományos kompozicionalitás-felfogás munkál, hiszen a „Caesar éhes.” mondat úgy értelmezhető, mint ami egy teljes és egy hiányos kifejezés kombinálásából áll elő, és amely jelentését (szemantikai értékét) egyértelműen meghatározza a részeinek jelentése illetve az összetétel módja. Így az „éhes Caesar” különbsége a „Caesar éhes.” mondattól egy egységes elméleti keretben csupán az összetétel módjára (sorrendjére) hivatkozva magyarázható.
A fentiekből világosan látszik, hogy Frege elfogadta a kompozicionalitás elvét, habár explicite sosem mondta ki.